# Aethalops alecto
Aethalops alecto é uma espécie de morcego da família Pteropodidae. Pode ser encontrada na Malásia, Indonésia e Brunei.